# County Line
County Line es un pueblo ubicado en los condados de Blount y Jefferson en el estado estadounidense de Alabama. En el año 2000 tenía una población de 257 habitantes y una densidad poblacional de 102.8 personas por km².

## Geografía
County Line se encuentra ubicado en las coordenadas 33°49′10″N 86°43′45″O / 33.81944, -86.72917. Según la Oficina del Censo, la localidad tiene un área total de 2,5 km² (1 mi²), de la cual 2,5 km² (1 mi²) es tierra y 0 km² (0 mi²) (0.00%) es agua.

## Demografía
Según la Oficina del Censo en 2000 los ingresos medios por hogar en la localidad eran de $35,625, y los ingresos medios por familia eran $37,500. Los hombres tenían unos ingresos medios de $28,500 frente a los $21,250 para las mujeres. La renta per cápita para la localidad era de $13,621. Alrededor del 17,4% de la población estaban por debajo del umbral de pobreza.